# Holmby Hills
Holmby Hills é um bairro na zona oeste de Los Angeles, Califórnia, Estados Unidos.
O bairro foi desenvolvido no início do século XX pela Janss Investment Company, que desenvolveu o resto de Westwood, bem como outros bairros de Los Angeles.
Faz divisa com a cidade de Beverly Hills à leste, Wilshire Boulevard ao sul, Westwood à oeste e Bel Air ao norte. A Sunset Boulevard é a principal via pública, que divide Holmby Hills nas seções norte e sul.
O bairro faz parte do chamado "Triângulo de Platina" (em inglês:  Platinum Triangle), juntamente com Bel Air e Beverly Hills, devido ao elevado valor dos imóveis residenciais da região. Muitos executivos de alto nível da indústria de entretenimento, como o fundador da Interscope Records, Jimmy Iovine, os produtores de televisão Aaron Spelling e Ray Stark, além do fundador da Playboy, Hugh Hefner, residem ou já residiram na área. O astro da música pop Michael Jackson havia alugado a antiga residência do ator Sean Connery em Holmby Hills, onde acabou morrendo no dia 25 de junho de 2009.

## Educação

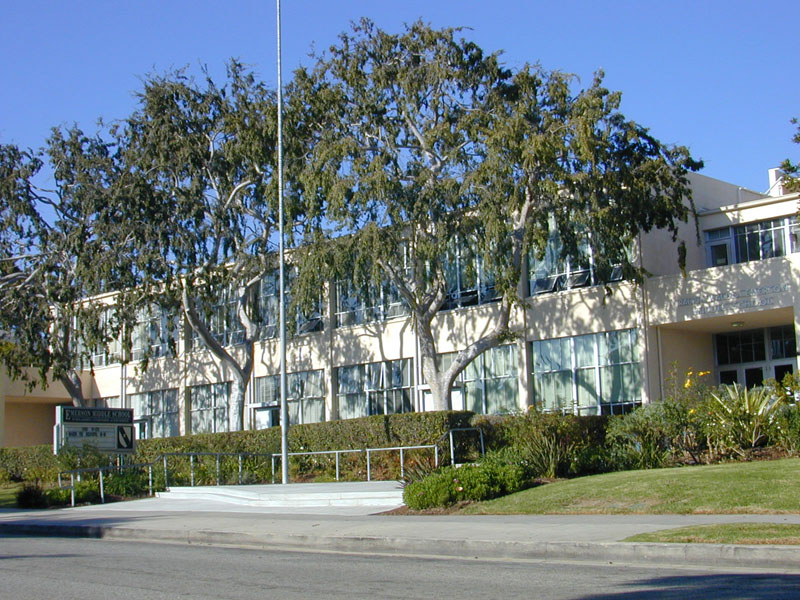
Emerson Middle School

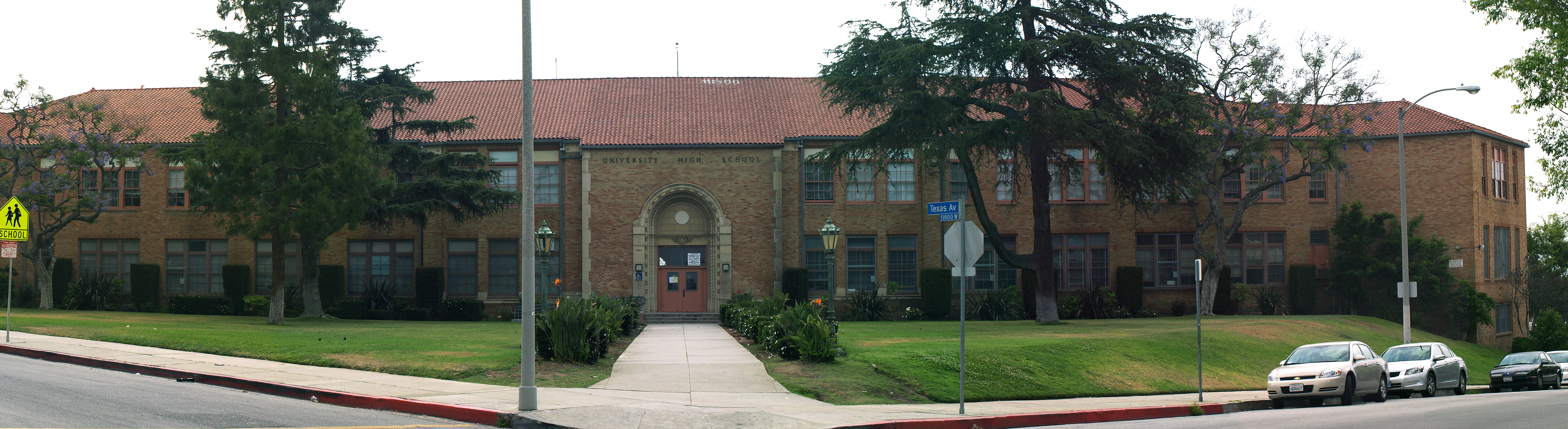
University High School

O bairro possui três escolas públicas que fazem parte do Distrito Escolar Unificado de Los Angeles. São elas: Warner Avenue Elementary School, Emerson Middle School e University High School. A única escola particular é a Harvard-Westlake School.
Em Holmby Hills situam-se alguns blocos da Universidade da Califórnia em Los Angeles.